# Glaucoma cronico semplice
Il glaucoma cronico semplice è una forma di glaucoma.

## Epidemiologia
Fra le forme di glaucoma è la più frequente, si manifesta inizialmente in maniera asintomatica.

## Terapia
Il trattamento con trabeculoplastica laser selettiva (SLT) o pneumotrabeculoplastica (PNT0) permette una sostanziale riduzione della pressione intraoculare nei glaucomi ad angolo aperto. In molti paesi è il primo trattamento che viene effettuato alla scoperta della malattia. Il trattamento se viene effettuato con laser moderni e da personale competente è sostanzialmente privo di effetti collaterali.